# Anastasia Logunova
Anastasia Yuryevna Logunova (russo:  Анастасия Юрьевна Логунова; IPA: [ɐnəstɐˈsʲiɪ̯ə ɫəɡʊˈnovə]; Moscou, 20 de julho de 1990) é uma jogadora russa de basquete profissional que atualmente joga pelo Nadezhda Orenburg da Premier League Russa.
Ela conquistou a medalha de prata nos Jogos Olímpicos de Verão de 2020 na disputa 3x3 feminino com a equipe do Comitê Olímpico Russo, ao lado de Evgeniia Frolkina, Olga Frolkina e Yulia Kozik.